# Журавский, Лев Сергеевич
Лев Сергеевич Журавский (1918 — 1978) — советский хирург, доктор медицинских наук (1972), профессор (1972).

## Биография
Является потомком И. М. Даля. В 1940 окончил лечебный факультет 1-го Ленинградского медицинского института имени академика И. П. Павлова. В 1940 был призван в ряды Красной армии и проходил службу в 123-й стрелковой дивизии, военврач 3-го ранга. Участник Великой Отечественной войны в составе Ленинградского и Прибалтийского фронтов, служил в 168-м медико-санитарном батальоне. С 1946 по 1949 обучался в клинической ординатуре, по окончании которой работал ассистентом хирургической кафедры ЛМИ до 1954. С 1954 работал в Калининском государственном медицинском институте в должности ассистента кафедры госпитальной хирургии, в 1961 избирается доцентом этой кафедры, с 1970 до 1978 заведовал кафедрой. В 1960 защищает диссертацию и становится кандидатом наук, в 1972 защищает докторскую диссертацию и в том же году утверждается профессором. Основатель межобластного кардиохирургического центра в Калинине в 1973, где выполнил первые операции на «открытом» сердце с искусственным кровообращением. Является автором монографии «О некоторых недостатках в оказании помощи при ранении и лечении А. С. Пушкина», где обосновал мысль о упущенной возможности спасения жизни поэта после дуэли. Хорошо играл на скрипке. Похоронен на Дмитрово-Черкасском кладбище.

## Семья
- Жена — Клавдия Михайловна Журавская (1915 — 2000).

## Публикации
- «О некоторых недостатках в оказании помощи при ранении и лечении А. С. Пушкина». Губернская медицина, 2000[3].

Всего им опубликовано более 100 научных работ, в том числе и известная монография «Релапаротомия».